# Eugene Amandus Schwarz
Pour les articles homonymes, voir Schwarz.
Eugene Amandus Schwarz est un entomologiste américain d’origine allemande, né en 1844 en Silésie et mort en 1928.

## Biographie
Il étudie l’entomologie en Europe avant de partir aux États-Unis en 1872. Il suit les cours de Hermann August Hagen (1817-1893) à l’université Harvard. Plus tard, il fait un voyage scientifique dans l’ouest du pays avec John Lawrence LeConte (1825-1883) et travaille notamment avec Charles Valentine Riley (1843-1895). En 1878, il obtient un poste au ministère de l’Agriculture, fonction qu’il conserve jusqu’à sa mort en 1928. Il exerce une grande influence sur de nombreux entomologistes américains, dont Herbert Spencer Barber, qui fut son élève. Il fait partie de plusieurs sociétés savantes dans la Washington Entomological Society, le Washington Biologists Field Club et l’Entomological Society of America. Il joue un rôle très important dans l’organisation des collections entomologiques du National Museum of Natural History.